# Vlčí smečka (taktika)
Vlčí smečka je označení pro taktiku hromadného útoku proti konvoji, která byla používána zejména německými ponorkami Kriegsmarine během bitvy o Atlantik a ponorkami námořnictva Spojených států proti japonské námořní dopravě v Tichém oceánu za druhé světové války.

## Německé ponorky
Karl Dönitz používal pro svou koncepci ponorkové války termín Rudeltaktik (Rudel – „stádo“, „smečka“). V některých jazycích se více vžil volný překlad vlčí smečka.

### Taktika
Německé ponorky řídil Befehlshaber der Unterseeboote (BdU, česky „velitel ponorek“). Ponorky byly při hlídkových plavbách rozmístěny v pravidelných rozestupech na liniích, které křížily pravděpodobné trasy konvojů. Pokud jedna z ponorek objevila konvoj, podala zprávu BdU. Velitelé ponorek dostali zprávu o pravděpodobném počtu německých ponorek, které se měly shromáždit k útoku, a poté, když byli v kontaktu s konvojem, rádiem zjistili, kolik jich skutečně dorazilo. Pokud se počet ponorek dostatečně vyrovnal síle eskort, které dorazily s konvojem, měly za úkol zaútočit.
První účinný útok německých vlčích smeček přišel ve dnech 7. až 10. září 1940, kdy německé ponorky zaútočily na konvoj SC-2. V průběhu měsíce ponorky potopily rekordních 59 plavidel (295 000 BRT). Ještě úspěšnější byly ponorky v říjnu téhož roku, kdy potopily celkem 63 plavidel (352 000 BRT). Příkladem účinnosti německých ponorkových týmů byly útoky podniknuté v říjnu 1940. Jejich cílem byly konvoje směřující do Británie, označené SC-7 (34 lodí) a HX-79 (20 lodí). Na konvoje útočil tým šesti ponorek a během dvou dnů bylo zničeno celkem 27 lodí. Ztráty konvoje SC-7 činily 58,8 % a konvoje HX-79 24,5 % lodí. Tento měsíc však britská admiralita začala na eskortních plavidlech zavádět nový radar typ 286 (vlnová délka 1,5 m), což znamenalo začátek konce německých vlčích smeček. Období počáteční úspěchů německých ponorek bylo nazýváno Šťastným obdobím (Die Glückliche Zeit).

### Protiopatření
Vlčí smečky představovaly pro spojeneckou námořní dopravu vážnou hrozbu, Spojenci však dokázali vyvinout protiopatření. Slabinou vlčích smeček byla jejich rádiová komunikace, nutná pro synchronizaci útoků. Zařízení známé jako vysokofrekvenční směrový radiozaměřovač (High-frequency direction finding, HF/DF nebo „Huff-Duff“) umožnilo Spojencům lokalizovat komunikující nepřátelské ponorky a napadnout je. Efektivní byla i letecká podpora. Konvoje doprovázely eskortní letadlové lodě, letadla s dlouhým doletem a radarem a vojenské neztužené vzducholodě (blimpy). Posádky letadel monitorovaly hladinu a hledaly ponorky (které obvykle následovaly konvoj a čekaly na noc, aby zaútočily pod rouškou tmy).

## Americké ponorky
Americké vlčí smečky, oficiálně označované jako coordinated attack groups („koordinované útočné skupiny“), se obvykle skládaly ze tří člunů. Byly organizovány už v přístavu pod vedením nejvýše postaveného kapitána z trojice. Taktiku navrhl Charles „Swede“ Momsen, který také vedl první americkou vlčí smečku složenou z ponorek Cero (SS-225), Shad (SS-235) a Grayback (SS-208). Ta vyplula 1. října 1943 od ostrova Midway.